# Валя-Мінішулуй
Валя-Мінішулуй (рум. Valea Minișului) — село у повіті Караш-Северін в Румунії. Входить до складу комуни Бозовіч.
Село розташоване на відстані 337 км на захід від Бухареста, 31 км на південь від Решиці, 97 км на південний схід від Тімішоари.

## Населення
За даними перепису населення 2002 року у селі проживали 6 осіб, усі — румуни. Усі жителі села рідною мовою назвали румунську.